# Pere el Conestable de Portugal
Pere V d'Aragó, IV de Barcelona, III de València, dit el Conestable de Portugal (1429 - Granollers, 1466), fou proclamat rei d'Aragó i comte de Barcelona (1464-1466) per la Generalitat durant la Guerra Civil catalana contra el rei Joan II, després d'haver-l'hi ofert a Enric IV de Castella.

## Antecedents familiars
Fill de Pere de Portugal, duc de Coïmbra i regent de Portugal, i d'Elisabet d'Urgell i d'Aragó, filla de Jaume II d'Urgell, un dels pretendents al tron aragonès durant el Compromís de Casp. El seu nom de naixement, d'acord amb la línia dinàstica dels seus pares és Pere de Coïmbra i d'Urgell.

## Conestable de Portugal
El 1443, mentre el seu pare era regent, aquest el nomenà conestable de Portugal, convertint-se per tant en la màxima autoritat militar del regne després del rei. El 1444 fou nomenat també cavaller i Gran Mestre de l'Orde d'Avís, la més important de Portugal. El 1448, a l'arribar el rei Alfons V a la majoria d'edat, el seu pare va haver de deixar la regència.
El nou rei, influenciat per Alfons I de Bragança, enemic personal de Pere de Portugal, anul·là totes les lleis promulgades durant la regència d'aquest, i el 1449 Alfons V li va declarar la guerra i el derrotà a la batalla d'Alfarrobeira. Pere de Portugal va morir en la batalla i Pere el Conestable es va haver d'exiliar a Castella.
El 1454, Pere es reconcilià amb Alfons i tornà a Portugal on se li van retornar els seus béns i càrrecs. El 1458 va lluitar al costat del rei en la conquesta de la ciutat marroquina d'Al-Ksar es-Seghir i en la de Tànger el 1460.

## Comte de Barcelona
El 1463, les institucions catalanes, que es trobaven en guerra civil amb el rei Joan II, van oferir-li la corona. El 1464, Pere fou proclamat comte de Barcelona i rei d'Aragó pel Consell del Principat. Regnà només a Catalunya tot i ser també rei d'Aragó, i creà una nova moneda d'or de 20 quirats: el pacífic. No va regnar a València, on continuava regnant Joan II.
Pere IV anà perdent, una rere l'altra, places importants com Lleida el 5 de juliol, que fou assetjada i Vilafranca del Penedès el 25 d'agost de 1464, pel canvi de bàndol de Joan de Beaumont, i quan Joan ja havia establert el Setge de Cervera, Pere anà al seu encontre sent derrotat en la batalla de Calaf per Joan Ramon Folc IV de Cardona, fet que va suposar a Pere deixar de gaudir de la confiança de les autoritats catalanes, En resposta el 7 de juny de 1465, Pere va prendre La Bisbal, punt estratègic de les comunicacions entre Girona i la costa, defensat pel bisbe de Girona Joan Margarit i Pau i obligant el rei Joan i el seu hereu a refugiar-se a l'estol reial i a tornar a Tarragona per dirigir-se a aixecar el setge de Cervera mentre Pere avançava en el nord, prenent Camprodon, Berga, Bagà i Olot amb les tropes de Joan estancades en el setge d'Amposta. Igualada va caure el 17 de juliol, Ulldecona el 20 de setembre i Cervera el 14 d'agost de 1465.
També les tropes del rei Pere tingueren algun èxit militar, com el suport rebut per mar des de Portugal quan Barcelona fou assetjada el juliol de 1465 per Alfons d'Aragó i d'Escobar, però les negociacions de Joan van deixar Pere sense aliances, perdent el suport de Milà i Castella i restant-li només el suport d'Anglaterra i Borgonya, que no podien influir en la guerra.
El 1464 encarregà a Jaume Huguet un nou retaule per a la capella de Santa Àgata del Palau Reial Major de Barcelona. És dedicat a l'Epifania i se'l coneix com el Retaule del Conestable. Es tracta d'una obra mestra de la pintura gòtica catalana. Es creu que el Conestable hi apareix representat en la figura d'un dels reis d'Orient. Home culte i refinat, tingué un cert sentit tràgic de la vida i de l'atzar de la fortuna dels homes, clarament manifest a la seva obra Sátira de felice e infelice vida, escrita originalmente en portuguès i traduïda al castellà per ell mateix, i que quedà reflectit en la divisa que l'identificà i que deixà gravada en nombrosos llocs: "paine pour joie".

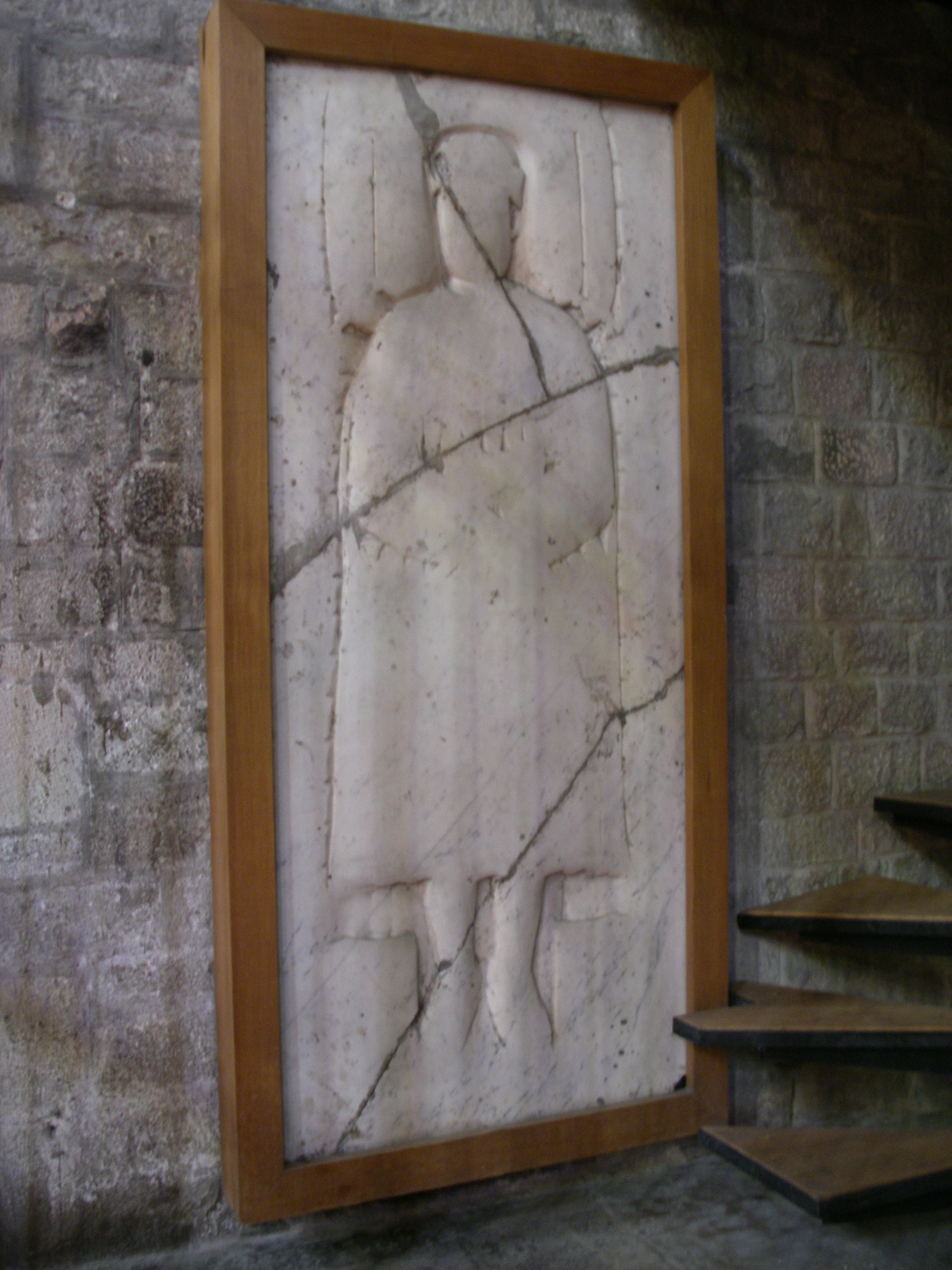
Lauda sepulcral de Pere de Portugal a Santa Maria del Mar.

## Mort
Pere va morir de tisi a Granollers, el 29 de juny de 1466, en el palau de Joan de Montbui i de Tagament, envoltat d'un grup de fidels portuguesos i catalans, als 37 anys i fou enterrat a Santa Maria del Mar.
Després de la seva mort, les institucions catalanes van oferir la corona a Renat I de Nàpols que el va succeir.